# Нове Монастежисько
Нове Монастежисько (пол. Nowe Monasterzysko, нім. Neu Münsterberg) — село в Польщі, у гміні Млинари Ельблонзького повіту Вармінсько-Мазурського воєводства.
Населення — 191 особа (2011).
У 1975-1998 роках село належало до Ельблонзького воєводства.

## Демографія
Демографічна структура станом на 31 березня 2011 року:
|          | Загалом | Допрацездатний вік | Працездатний вік | Постпрацездатний вік |
| -------- | ------- | ------------------ | ---------------- | -------------------- |
| Чоловіки | 91      | 23                 | 62               | 6                    |
| Жінки    | 100     | 35                 | 50               | 15                   |
| Разом    | 191     | 58                 | 112              | 21                   |